# Jarbas Barbosa
Jarbas Barbosa da Silva Jr. é um um médico sanitarista e epidemiologista brasileiro que atualmente atua como Diretor da Organização Pan-Americana da Saúde (OPAS) e Diretor Regional para as Américas da Organização Mundial da Saúde (OMS). Seu mandato de cinco anos neste cargo começou em 1º de fevereiro de 2023.
Jarbas Barbosa formou-se em Medicina pela Universidade Federal de Pernambuco (UFPE) em 1981. Posteriormente, especializou-se em Saúde Pública (1983) e Epidemiologia (1988) pela Escola Nacional de Saúde Pública da Fundação Oswaldo Cruz (ENSP/Fiocruz). Além disso, obteve o título de mestre em Ciências Médicas (1995) e doutor em Saúde Coletiva (2004) pela Universidade Estadual de Campinas (Unicamp).
Entre 1994 e 2015, Jarbas Barbosa ocupou posições de destaque no Ministério da Saúde do Brasil, incluindo os cargos de Secretário de Vigilância em Saúde e Secretário de Ciência, Tecnologia e Insumos Estratégicos.
Entre julho de 2015 e julho de 2018, foi Diretor-Presidente da Agência Nacional de Vigilância Sanitária (Anvisa).  Durante sua gestão, modernizou a regulamentação de medicamentos e produtos para a saúde, fortalecendo a cooperação com mecanismos regulatórios regionais e globais.
Antes de tornar-se diretor em 2023, atuou como Subdiretor da OPAS, liderando cinco departamentos técnicos e o Fundo Rotatório da OPAS, um programa voltado para aumentar o acesso equitativo a vacinas na região das Américas.
Jarbas Barbosa recebeu o título de doutor honoris causa da da UFPE, em 2022, e da Fundação Oswaldo Cruz, em 2023. Em 2024, foi eleito membro internacional da Academia Nacional de Mecidina dos Estados Unidos.

## Atividade recente
Em entrevista à Folha de S.Paulo, em outubro de 2024, afirmou que os países americanos não podem restringir a emigração de seus profissionais de saúde para a Europa, uma forma de fuga de cérebros que tem sido frequente nos últimos anos. Como não é possível impedir a migração, ele disse que, "[e]ntão, a melhor maneira de combater a migração é fazendo um bom planejamento do número de profissionais que você precisa formar e implementando uma política de, como chamamos, retenção. Muitas vezes as pessoas migram porque, lá fora, têm mais facilidades, ganham melhor e encontram mais oportunidades de crescimento".
Em setembro, a OPAS assinou um acordo com o Centro Africano de Controle e Prevenção de Doenças (CDC África) para colaborar com o acesso de vacinas, medicamentos e outras tecnologias de saúde.
Em dezembro de 2024, a OPAS reconcedeu ao Brasil o certificado de eliminação do sarampo. Em entrevista, Jarbas disse que “as coisas acontecem” quando se consegue reunir capacidade técnica e liderança política comprometida com a causa. Ao Metrópoles, disse acreditar que os programas de imunização precisavam se atualizar em reposta ao crescente sentimento antivacina.